# Nao (cantante)
Nao, pseudonimo di Neo Jessica Joshua (Nottingham, 20 o 22 dicembre 1987), è una cantautrice e produttrice discografica britannica.

## Biografia
Nao ha studiato musica jazz alla Guildhall School of Music & Drama di Londra e ha iniziato ad esibirsi come artista di supporto per artisti quali Kwabs e Jarvis Cocker. Fino al 2014 ha cantato in un gruppo femminile a cappella chiamato The Boxettes. Ad ottobre 2014 ha pubblicato il suo primo EP, So Good, la cui title track ha ricevuto passaggi radiofonici nel Regno Unito. È stato seguito da un secondo EP nel maggio 2015, 15 February (II MMXV).
A giugno del medesimo anno si è esibita al Glastonbury Festival, mentre a settembre ha ricevuto una candidatura ai MOBO Awards. Ha inoltre partecipato e scritto la traccia Superego, contenuta nell'album dei Disclosure Caracal e ha co-scritto il brano Velvet / Jenny Francis (Interlude), incluso nell'album di debutto di Stormzy Gang Signs & Prayer. È stata inclusa nella lista del premio BBC Sound of... 2016 a novembre 2015, finendo in terza posizione nel gennaio successivo.
Il suo album di debutto, intitolato For All We Know, è stato pubblicato il 29 luglio 2016 e anticipato dal singolo Bad Blood, piazzatosi 57 nella classifica dei singoli belga. Ha esordito in 17ª posizione nel Regno Unito, in 53ª in Belgio, in 76ª nei Paesi Bassi e in 68ª in Svezia e ha conferito alla cantante una candidatura ai BRIT Awards 2017, nella categoria Miglior artista solista femminile britannica.
Nel 2017 è apparsa come co-autrice dell'album eponimo di Mura Masa nella canzone Nothing Else!; con lui ha pubblicato il singolo Complicated, piazzatosi alla 23ª posizione nella classifica belga. Il suo secondo album in studio Saturn è stato pubblicato ad ottobre 2018, promosso dai singoli Another Lifetime, Make It Out Alive e If You Ever. Il disco ha debuttato alla 56ª posizione nel Regno Unito ed è stato candidato per il Premio Mercury e nella categoria Miglior album urban contemporaneo ai Grammy Awards 2020.

## Discografia

### Album in studio
- 2016 – For All We Know
- 2018 – Saturn
- 2021 – And Then Life Was Beautiful
- 2024 – Jupiter

### EP
- 2014 – So Good
- 2015 – 15 February
- 2017 – For All We Know – The Remixes

### Singoli

#### Come artista principale
- 2014 – So Good
- 2014 – Zillionaire
- 2015 – Bad Blood
- 2016 – Fool to Love
- 2016 – Girlfriend
- 2017 – In the Morning
- 2017 – Nostalgia
- 2018 – Another Lifetime
- 2018 – Complicated (con Mura Masa)
- 2018 – Make It Out Alive (featuring Sir)
- 2018 – If You Ever (featuring 6lack)

#### Come artista ospite
- 2015 – Firefly (Mura Masa feat. Nao)